# Amy Belle
Amy Belle (Glasgow, 1 januari 1981) is een Schots zangeres.
Ze is vooral bekend vanwege haar duet met Rod Stewart in de Royal Albert Hall in oktober 2004. De opname hiervan werd op YouTube buitengewoon vaak bekeken.